# David Renton, Baron Renton
David Lockhart-Mure Renton, Baron Renton KBE, QC, TD, DL, PC (* 12. August 1908 in Dartford, Kent; † 24. Mai 2007 in Huntingdon, Cambridgeshire) war ein britischer Politiker, zunächst der National Liberal Party, später der Conservative Party.

## Leben und Karriere
Renton wurde am 12. August 1908 in Dartford, Kent als Sohn eines Chirurgen und einer Krankenschwester geboren.
Er besuchte die Schule in Stubbington und die Oundle School und studierte am University College, wo er 1990 Honorary Fellow wurde.
Nachdem er zunächst Medizin studierte, wechselte er schließlich zu Rechtswissenschaften. Er war Präsident des Oxford University Liberal Club. Er spielte Rugby Fives für die University of Oxford und spielte Cricket und Rugby Union für sein College.
Er wurde 1933 von der Anwaltskammer Lincoln’s Inn zugelassen. Er praktizierte in zivil- und strafrechtlichen Prozessen beim South-east Circuit. 1939 wurde er zum Mitglied des General Council of the Bar gewählt und war 1979, als er das House of Commons verließ, Schatzmeister (Treasurer) von Lincoln’s Inn.
Er trat 1938 in die Territorial Army ein und wurde bei den Royal Engineers eingesetzt. 1940 wechselte er zur Royal Artillery und meldete sich freiwillig 1942 in Übersee zu dienen. Für drei Jahre wurde er im Mittleren Osten eingesetzt. Befördert zum Major, wurde er als Rechtsberater beim General Headquarters Cairo eingesetzt, bevor er 1944 Präsident des British Military Court von Tripolitania in Tripolis wurde.

## Mitgliedschaft im House of Commons
David Renton war für 34 Jahre, von 1945 bis 1979, Mitglied des House of Commons für den Wahlkreis Huntingdonshire, zunächst als Liberal National und später gemäß dem Zusammenschluss der Partei mit den Konservativen als ein National Liberal and Conservative, 1968 war er einer der drei letzten National Liberalen Abgeordneten, die beschlossen vollwertige Mitglieder der Tories zu werden.
Er kehrte 1945 nach England zurück und wurde als Abgeordneter bei der Unterhauswahl 1945 als Liberal National. Während seiner Zeit im Unterhaus verschmolz die Partei mit den Konservativen auf Wahlkreisebene.
Während seiner politischen Karriere setzte er seine Tätigkeit als Anwalt fort und wurde 1954 Kronanwalt. 1950 freundete er sich mit Margaret Roberts, später Thatcher an, als diese Studentin am Lincoln’s Inn war. Renton wurde 1962 Bencher und war 1979 Schatzmeister. Von 1963 bis 1968 war er Recorder in Rochester und von 1968 bis 1973 in Guildford. Er war stellvertretender Vorsitzender (Vice-Chairman) des Council of Legal Education von 1968 bis 1973 und Mitglied des Senate of Inns of Court.
Renton trat 1950 in die britische Delegation ein, die die Europäische Menschenrechtskonvention ausarbeitete. Er wurde Under Secretary of State in den Regierungen von Sir Anthony Eden und Harold Macmillan in den 1950ern, von 1955 bis 1957 war er Parliamentary Under-Secretary of State beim Ministry of Fuel and Power unter Aubrey Jones und von 1957 bis 1958 beim Energieminister (Minister of Power), wo er die Verabschiedung des Clean Air Act unterstützte. Er wechselte als Parliamentary Under-Secretary of State zum Home Office (von 1958 bis 1961) und war dort von 1961 bis 1962 Staatsminister (Secretary of State).
Er diente unter Innenminister Rab Butler und brachte unter anderem den Life Peerages Act 1958, den Street Offences Act 1958 und den Commonwealth Immigration Act 1962 durch. Er wurde in der Night of the Long Knives im Juli 1962 entlassen und wurde Mitglied des Privy Council. Später gehörte er mehreren Ausschüssen des House of Commons an.
1964 wurde er Knight des Order of the British Empire und  wurde mit der RSPCA-Bronzemedaille im selben Jahr für die Rettung von Pferden und Schweinen aus einem Feuer in der Nähe seines Hauses.
Renton unterstützte Großbritanniens Eintritt in die Europäische Gemeinschaft, unterstützte später aber auch die Save the Pound-Kampagne. 1971 war er Mitglied der Kilbrandon Commission, der Royal Commission on the Constitution, die die vollständige Selbstverwaltung für Schottland und Wales ablehnte und stattdessen eine begrenzte Form der Devolution vorschlug.
Auf die Einladung von Edward Heath hin, leitete er das Committee on Preparation of Legislation das die Methoden für die Erstellung von Acts of Parliament begutachtete. Der Renton-Report wurde 1975 veröffentlicht. Er empfahl, dass das man mehr auf Prinzipien als auf besondere Details für jede mögliche Situation achten sollte.
1962 wurde er Deputy Lieutenant für Huntingdonshire, 1964 für Huntingdon und Peterborough, sowie 1974 für Cambridgeshire.
Bei der Unterhauswahl 1979 trat er nicht wieder an. Sein Nachfolger als Abgeordneter für den Wahlkreis Huntingdonshire wurde der spätere konservative Premierminister John Major, der später das Vorwort zu Rentons Memoiren schrieb.

## Mitgliedschaft im House of Lords
Renton wurde am 11. Juli 1979 zum Life Peer als Baron Renton, of Huntingdon in the County of Cambridgeshire ernannt. Seine offizielle Einführung ins House of Lords erfolgte am 16. Juli 1979 mit Unterstützung von Philip Allen, Baron Allen of Abbeydale und Ailwyn Fellowes, 3. Baron de Ramsey.
Seine Antrittsrede hielt er am 24. Januar 1980.
Von 1982 bis 1988 war er Deputy Speaker. 1998 wurde er zum Präsidenten der Association of Conservative Peers ohne Gegenkandidaten gewählt und wurde 2003 Präsident auf Lebenszeit. Seit dem 4. April 2004 bis zu seinem Tod war er der älteste lebende Peer.
Er spielte für den Lords and Commons Cricket Club, bis er 66 war, und ging zur Jagd, bis er 70 war. Er ging weiterhin zur Jagd, bis er 91 war, als eine Herzklappe ersetzt wurde.
Im Juli 2003, kurz vor seinem 95. Geburtstag, bestand er erstmals den Fahrtest für seinen Führerschein.
Er fuhr bereits seit 1934 regelmäßig, zu einer Zeit als es keinen Führerschein gab. Im Alter von 96 Jahren gab er das Fahren auf. Er war der älteste Brite, der den Test bestand.
Er war in der Bewegung führend, die sich für den Erhalt der Traditionen des House of Lords, darunter der lebenslagen Mitgliedschaft der Peerage einsetzte. Der The Washington Post 2005 zufolge war Renton weiterhin der Ansicht, dass „das geniale am Oberhaus ist, das ihm weltbekannte Experten in Rechtswissenschaften, Naturwissenschaften und den Künsten angehören, die sich niemals für eine Wahl aufstellen würden“, und das „Demokratie seine Grenzen hat“.
Seine Memoiren, The Spice of Life, wurden  2006 veröffentlicht.
Zuletzt meldete er sich am 25. Juli 2006 zu Wort. Am 19. Juli 2006 nahm er zuletzt an einer Abstimmung teil.
- Sitzungsperiode 1997/1998: 218+1= 218 Tage
- Sitzungsperiode 1. April 2001 bis 31. März 2002: 122 Tage
- Sitzungsperiode 1. April 2002 bis 31. März 2003: 153 Tage
- Sitzungsperiode 1. April 2003 bis 31. März 2004: 148 Tage
- Sitzungsperiode 1. April 2004 bis 31. März 2005: 138 Tage
- Sitzungsperiode 1. April 2005 bis 31. März 2006: 118 Tage
- Sitzungsperiode 1. April 2006 bis 31. März 2007: 52 Tage
- Sitzungsperiode 1. April 2007 bis 31. März 2008: 0 Tage

Renton war bis Juli 2006 regelmäßig an Sitzungstagen anwesend, bis er sich aus gesundheitlichen Gründen zurückzog.

## Familie und Tod
Er heiratete 1947 Claire Cicely („Paddy“) Duncan. Sie haben drei Töchter. Seine Frau starb 1986 an Krebs. Seine jüngste Tochter Davina litt am Rett-Syndrom und war dadurch geistig und körperlich behindert.
Er war ab 1978 Vorsitzender von Mencap und dessen Präsident von 1982 bis 1988. Er und seine Frau gründeten die Charity-Organisation Demand (Design and Manufacture for Disablement), die sich um angepasste Möbel für Menschen mit Behinderungen kümmerte.
Renton starb in Abbots Ripton, Cambridgeshire im Alter von 98 Jahren. Er wurde von seinen Töchtern Caroline und Clare überlebt.

## Veröffentlichungen
- The Spice of Life, Calder Walker Associates, 2006, ISBN 978-0-9541275-3-4